# Burro sayagués
El burro sayagués es una raza de asno (equus africanus asinus) autóctona de la comarca española de Sayago, en provincia de Zamora. Tiene, como principal característica diferenciadora, un largo y abundante pelo, además de ser más pequeño y corpulento que otras razas asnales de la península ibérica. A los ejemplares jóvenes de esta raza se les llama «buches».
Desde la década de 1980, ha sido considerado como raza en peligro de extinción, lo que ha originado diversas medidas tendentes a su conservación, dado que las cifras indican la existencia de un número inferior a 2000 ejemplares, cantidad insuficiente como para poder garantizar el futuro de esta raza. De hecho, al menos desde el año 1995 no figura en el Catálogo Oficial de Razas de Ganado de España del Ministerio de Agricultura, Pesca y Alimentación, primero que recoge el ganado asnal, por lo que se considera extinta.